# Rổ tiền tệ

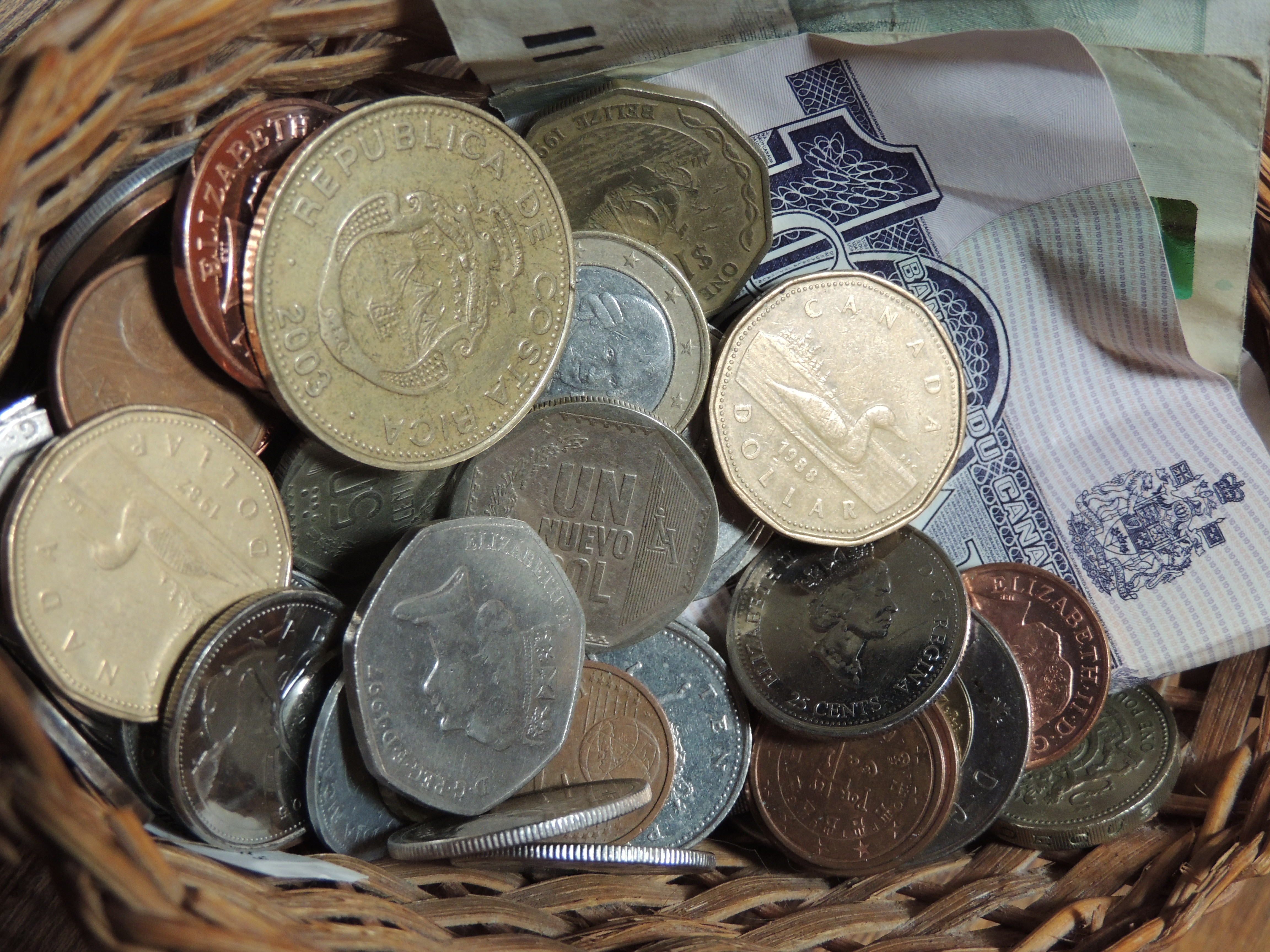
Một rổ tiền tệ theo nghĩa đen.

Rổ tiền tệ là một danh mục các đơn vị tiền tệ được lựa chọn với những giá trị khác nhau. Một rổ tiền tệ thường được sử dụng để giảm thiểu rủi ro biến động của tiền tệ. Ví dụ về rổ tiền tệ là Rổ tiền tệ Châu Âu (European Currency Unit) được sử dụng bởi các quốc gia thành viên Cộng đồng Kinh tế châu Âu như là đơn vị hạch toán trước khi được thay thế bởi đồng euro. Một ví dụ khác là quyền rút vốn đặc biệt của Quỹ Tiền tệ Quốc tế.